# Luisa Kattinger
Luisa Kattinger (* 7. Dezember 1995 in Wertheim) ist eine ehemalige deutsche Radsportlerin.
2011 wurde Luisa Kattinger erstmals deutsche Meisterin, der Juniorinnen in der Mannschaftsverfolgung, gemeinsam mit Anna Knauer und Gudrun Stock. Im selben Jahr wurde sie Dritte der deutschen Straßenmeisterschaft im Einzelzeitfahren der Jugend. 2012 belegte sie gemeinsam mit Tatjana Paller und Gudrun Stock den zweiten Platz deutschen Meisterschaft in der Mannschaftsverfolgung der Juniorinnen. Im Jahr darauf errang sie zwei deutsche Juniorentitel, im Einzelzeitfahren auf der Straße sowie erneut in der Mannschaftsverfolgung auf der Bahn (mit Knauer, Paller und Stock), im Punktefahren wurde sie Vizemeisterin. Bei den UCI-Straßen-Weltmeisterschaften 2013 in Florenz belegte sie Rang zehn im Einzelzeitfahren der Juniorinnen.
2014 wurde Luisa Kattinger gemeinsam Paller, Stock und Sabina Ossyra deutsche Meisterin in der Mannschaftsverfolgung der Frauen.